# Ilonka
Ilonka je žensko osebno ime.

## Izvor imena
Ime Ilonka je različica ženskega osebnega imena Ilona, le to pa je madžarska oblika imena Helena.

## Pogostost imena
Po podatkih Statističnega urada Republike Slovenije je bilo na dan 31. decembra 2007 v Sloveniji število ženskih oseb z imenom Ilonka: 70.

## Osebni praznik
V koledarju je ime Ilonka uvrščeno k imenu Helena; god praznuje 15. aprila ali pa 18. avgusta.